# Auguste Louis Hennequin d'Ecquevilly
Pour les articles homonymes, voir Hennequin et Ecquevilly.
Augustin Louis Hennequin, marquis  d'Ecquevilly (1717 – Amiens (Somme), 14 mars 1794), est un militaire français du XVIIIe siècle.

## Biographie
Auguste-Louis Hennequin, marquis d'Ecquevilly, était entré au service dans le régiment du Roi-Infanterie, comme lieutenant en second, le 27 mai 1738 ; et, sur la démission de son père, il avait été nommé capitaine du vautrait (charge qui était comme héréditaire dans sa famille depuis l'année 1642), et lieutenant de la capitainerie de Saint-Germain le 24 juin 1741.
Devenu successivement lieutenant dans son corps le 13 avril 1742, mestre-de-camp-lieutenant du régiment Royal*Cavalerie, le 6 mars 1743, brigadier le 1er janvier 1748, maréchal-de-camp le 10 février 1759, lieutenant-général des armées du roi le 1er mars 1780, chevalier des ordres du Roi le 1er janvier 1784, et lieutenant-général des provinces de Champagne et Brie.
Le marquis d'Ecquevilly s'est trouvé au mémorable siège de Prague (1742), à ceux de Menin, d'Ypres (1744), de Furnes, de Fribourg, de Tournay (1745), de Dendermonde, d'Oudenarde, d'Ath et de Maëstricht (1747), ainsi qu'aux batailles d'Ettingen, de Fontenoy, de Raucoux, de Lawfeldt et d'Hastembecke, et à la conquête de l'électorat de Hanovre.
Il est décédé dans le cours de la Révolution française.

### Portrait
- Un portrait de lui est vendu le 13 mars 2024 à l'hôtel Drouot par l'étude Coutau-Bégarie[3].

## Récapitulatif

### Titres
- Marquis d'Ecquevilly,
- Seigneur de La Motte-Verigny, Gouzon, Presles[1].

### Décorations
| Chevalier du Saint-Esprit |

- Chevalier du Saint-Esprit (1er janvier 1784) ;

### Armoiries
Vairé d'or et d'azur; au chef de gueules, chargé d'un lion léopardé d'argent,,.
- Supports : deux lions, les têtes contournées[6] ;
- Couronne : de marquis sur l'écu et de comte sur le manteau[6] ;

## Ascendance & postérité
- Fils d'Augustin Vincent Hennequin (1684-1749), marquis d'Ecquevilly, brigadier des armées du Roi, capitaine du vautrait et de Madeleine du Monceau, Augustin Louis Hennequin épousa, le 2 juillet 1741, Honorée de Joyeuse (27 mai 1719-1809), héritière de Grandpré, fille de Jean Gédéon de Joyeuse, comte de Granpré (1691-1774), lieutenant général des provinces de Brie et de Champagne, dont il eut :
  - Adelaïde Honorée (vers 1743 - après 1789), dame pour accompagner (1773-1789), Marie Thérèse de Savoie, comtesse d'Artois, mariée, le 27 mars 1769 à Versailles, avec Philippe Antoine Joseph Régis († après 1778), marquis d'Esterno, dont postérité ;
  - Armand François (1747-1830), Lieutenant général des armées du Roi :
    - Postérité

  - Aglaé Marie (entre 1751 et 1753 - après le 25 avril 1833), dame pour accompagner (1775-1782) Madame Sophie, mariée en 1772 avec François Emmanuel († après 1795), marquis de Capendu, dont postérité ;
  - Aimable-Charles (1752-1806), colonel du régiment de Jarnac, capitaine général du Vautrait, marié, le 7 avril 1782, avec Marie-Joséphine (1765-1810), comtesse d'Eyck, dont
    - Amable Charles (25 juillet 1783 - 21 octobre 1855), marquis d'Ecquevilly, marié avec Armandine Le Forestier (1799 - 23 décembre 1853) ;
    - Henriette (Paris, 3 juillet 1784 - 27 octobre 1818), mariée le 25 mai 1812 avec Henri Davy de Chavigné de Balloy (1786-1861), dont postérité ;
    - Alfred Armand (1787-1870), marquis d'Ecquevilly, marié, le 7 novembre 1821, avec Madeleine Porée de Valhébert (1800-1849), dont
      - Isabelle Claire (1824 - Orléans, 22 juillet 1885), mariée, le 3 février 1846 à Caen, avec Daniel Augustin Edmond de Trimond (1810-1887), dont postérité ;
      - Mathilde (Le Quesnay-Guesnon, 22 juillet 1831 - 26 novembre 1914), mariée le 2 mai 1859 avec Henri Louis de Beaurepaire de Louvagny (1830-1870), dont postérité.

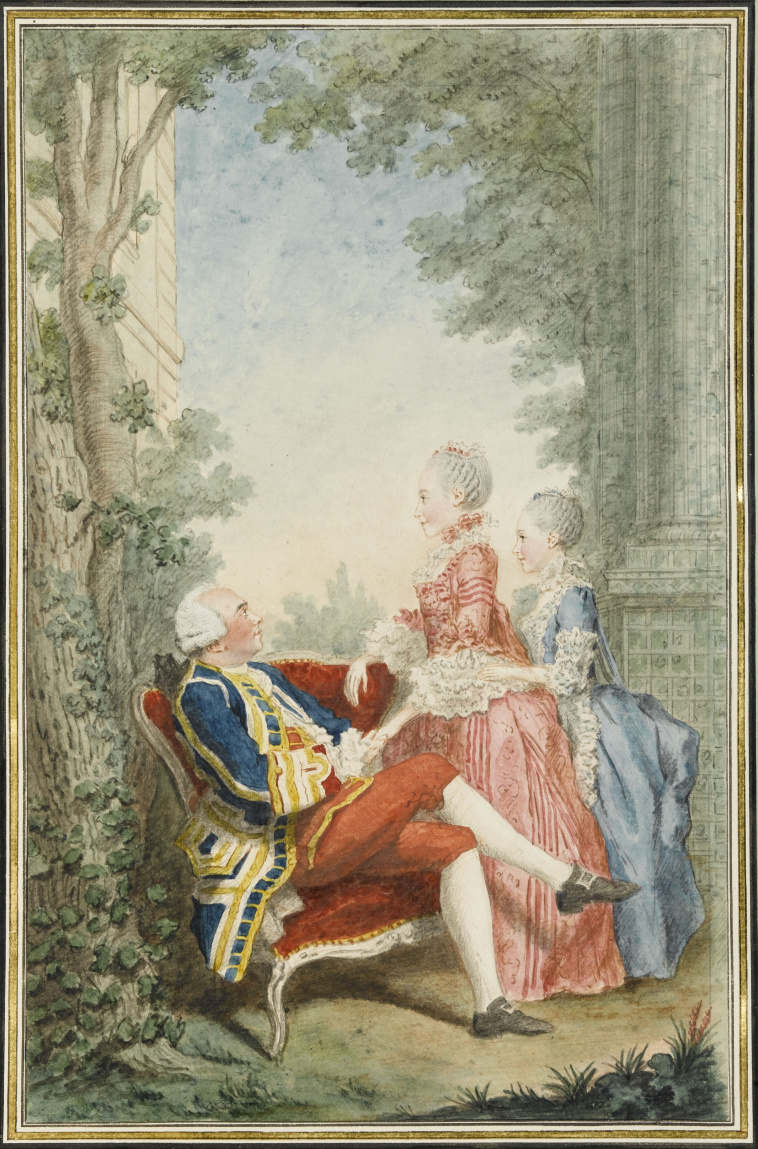
Carmontelle : Le marquis d'Ecquevilly et ses filles (1767)
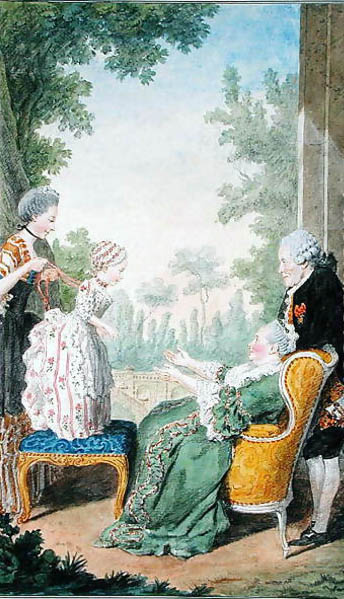
Carmontelle : Mme d'Ecquevilly, M. de Joyeuse et leur petite fille (1753)